# Hodász András
Hodász András (?, 1981. szeptember 23. –) laicizált római katolikus pap, influenszer, youtuber, újságíró, előadó, tréner.

## Pályafutása

### Papi pályafutása
Huszonhat évesen, két diplomával döntött a papi hivatás mellett. 2014. június 14-én szentelték pappá Esztergomban. Licenciátusi tanulmányait 2014–2016 között, mint ösztöndíjas, Rómában, a Pápai Magyar Intézetben folytatta.
2016 és 2018 között a kispesti Nagyboldogasszony-templom káplánjaként szolgált, emellett a Pázmány Péter Katolikus Egyetem segédlelkésze, 2017-től lelkésze volt. 2018-tól az Angyalföldi Szent Mihály plébánia, valamint a Budapesti Karizmatikus Személyi Plébánia plébániai kormányzója volt.
Retorikai képességei, felkészültsége és közvetlensége miatt hamar népszerűvé vált a hívek és az egyháztól távolabb állók, különösen a fiatalok körében, mindeközben egyház álláspontját hitelesen képviselve. Szélesebb körben a 777 egyik alapító bloggereként vált ismertté, ahol 2018 szeptemberéig publikált. 2019 februárjában elindította Youtube-csatornáját és Instagram-mémoldalát Papifrankó néven, 2019 novemberében pedig elindult Facebook-oldala is. A papi életbe való bepillantás mellett hitmagyarázó videókat tett közzé, az egyház teológiájával összhangban állva, de intézményrendszerének hibáit kritikával illetve. 2021 végére a Youtube-csatornának 25 000 követője volt. A videóknak és a közösségimédia-jelenlétnek köszönhetően Magyarországon egy átlagos papnál ismertebbnek számított.
2019-ben az M5 műsorán több alkalommal is a homoszexualitás „gyógyításáról” értekezett, amivel jelentős társadalmi visszhangot váltott ki. Hodász később úgy reagált, hogy senkit nem akart megbántani, de csak azokat a mondatait bánja, amelyek „Isten igéjének ellentmondanak”. Utólag úgy értelmezte akkori szavait, hogy annak ellenére képviselte ezt az álláspontot, hogy megfelelő tudással rendelkezett volna róla. Coming outja után azt állította, hogy önmagán is kipróbálta a módszert, de nem hatott. Ezt követően is több közéleti műsorban szerepelt, például a Partizán adásában.
2020 augusztusában közzétette Instagram oldalán, hogy be kell fejeznie a Papifrankót, de a feltöltött tartalmak elérhetőek maradnak. 2021 februárjában újrakezdte a tartalomgyártást, majd 2022 márciusában bejelentette, hogy részben az őt ért támadások miatt végleg megszünteti a csatornát. Elmondta azt is, hogy kiégéssel, depresszióval küzd.

#### Felmentése
2022 szeptemberében saját kérésére egy évre felmentették papi szolgálatai alól.
2023 februárjában a Szemléleken írt arról, hogy fiatalként szexuális abúzus áldozata volt egy pap részéről. A cikkel az volt a célja, hogy rámutasson a szexuális visszaélések problémájára, kitérve az áldozatok iránti empátia hiányára. A sajtóban ez nagy visszhangot kapott, a Telexnek pedig hosszú videóinterjúban mesélt az őt ért nehézségekről. Itt elmondta, hogy még 2022 szeptemberében – tehát a 2023 februárjában írt cikkétől teljesen függetlenül – jelezte az egyház felé, hogy nem kívánja folytatni papi hivatását.
Ugyanakkor személye és hivatása a figyelem fókuszában maradt. Többek között 2023 első felében Szilágyi Szabolcs piliscsabai plébános írt visszatérésre biztató nyílt levelet, melyet a 777 közölt.

### Civil pályafutása
Papi hivatásának elhagyása után a Szemlélek munkatársa maradt, emellett egy kávézóban dolgozik. A Szemlélek 2023. augusztus elején vált meg tőle arra hivatkozva, hogy „Hodász András olyan útra lépett, amelyen nem tudjuk elkísérni”; Hodász szerint homoszexuális párkapcsolata miatt döntöttek így. 
2024-ben új YouTube-csatornát indított Aeternum néven.

## Magánélete
2023 júliusában nyíltan vállalta melegségét. Saját bevallása szerint meleg párkapcsolatban él.

## Művei
- Praliné a léleknek (2018)[18]

## Filmszerepek
- Átjáróház (2022)